# Pieni Koivusaari (ö i Finland)
Pieni Koivusaari är en ö i sjön Keitele i Finland. Den ligger i sjön Keitele och i kommunen Äänekoski i den ekonomiska regionen  Äänekoski  och landskapet Mellersta Finland, i den centrala delen av landet, 300 km norr om huvudstaden Helsingfors. Öns area är 2,6 hektar och dess största längd är 350 meter i sydöst-nordvästlig riktning.